# Von der Maus und dem Wiesel
Von der Maus und dem Wiesel ist eine Erzählung aus den Geschichten aus Tausendundeiner Nacht. Sie wird in der Arabian Nights Encyclopedia als ANE 49 gelistet (→ Tausendundeine Nacht – Liste der Geschichten)
In der Fabel greift ein diebisches Wiesel zu einer List, um seine Unschuld zu beweisen.

## Handlung
Einst lebten eine Maus und ein Wiesel bei einem Bauern. Eines Tages befahl der Bauer seiner Frau, Sesam zu enthülsen. Das Wiesel vergriff sich an dem Sesamhaufen und schleppte den ganzen Tag lang Sesam in sein Loch, bis der Haufen so klein geworden war, dass die Frau stutzig wurde und sich entschied zu warten, ob der Räuber vielleicht zurückkäme. Das Wiesel bemerkte dies und dachte sich eine List aus. So begann es die Sesamkörner aus seiner Höhle wieder hervorzuholen und auf den Haufen zu legen. Das beobachtete die Bäuerin und schloss daraus, dass dieses Tier offenkundig nicht der Dieb sein konnte. So beschloss sie länger auf den Dieb zu warten. Um den Verdacht endgültig von sich abzulenken, wandte sich das Wiesel an die Maus und erzählte ihr von dem Sesam und dass sie davon fressen könne. Da machte sich die Maus im guten Glauben über den Sesam her und wurde von der Bäuerin totgeschlagen.

## Hintergrund
Die Geschichte findet sich in einigen der frühen Druckausgaben von Tausendundeiner Nacht, wie Bulaq I und Kalkutta II. Die Kalkutta-II-Edition wurde von Richard Francis Burton und Enno Littmann für ihre Sammlungen von Tausendundeine Nacht verwendet.

## Ausgaben
- Richard Francis Burton: Arabian Nights, Burton Club, 1900 (Erstausgabe 1885–1888), Band 3, S. 147f.
- Enno Littmann: Die Erzählungen aus den tausendundein Nächten, Insel Verlag, Frankfurt 1968, Band 2, S. 268–270.